# BR-020
De BR-020 is een federale snelweg in Brazilië. Het is een radiale weg en verbindt de hoofdstad Brasilia met Fortaleza in de deelstaat Ceará in het noordoosten van het land.

## Deelstaten
De snelweg is 2038 km lang en loopt door het Federaal District en vier deelstaten:
- Goiás
- Bahia
- Piauí
- Ceará

## Steden
Langs de route liggen de volgende steden:
- Brasilia
- Formosa
- Vila Boa
- Alvorada do Norte
- Simolândia
- Posse
- Luís Eduardo Magalhães
- Barreiras
- Riachão das Neves
- Campo Alegre de Lourdes
- São Raimundo Nonato
- Coronel José Dias
- São João do Piauí
- Nova Santa Rita
- Simplício Mendes
- Itainópolis
- Picos
- Tauá
- Boa Viagem
- Madalena
- Canindé
- Caridade
- Fortaleza